# Cynodon nlemfuensis
Cynodon nlemfuensis là một loài thực vật có hoa trong họ Hòa thảo. Loài này được Hyacinthe Julien Robert Vanderyst mô tả khoa học đầu tiên năm 1922.

## Phân bố
Phạm vi bản địa của loài này là từ Ethiopia đến miền nam châu Phi nhiệt đới. Nó là một loại cây lâu năm và phát triển chủ yếu trong quần xã sinh vật nhiệt đới khô theo mùa. Nó được sử dụng làm thức ăn cho động vật, chất độc, y học cổ truyền và có các sử dụng môi trường.

## Các thứ
- Cynodon nlemfuensis var. nlemfuensis: Bản địa Angola, Burundi, Chad, Cộng hòa Dân chủ Congo, Ethiopia, Kenya, Malawi, Rwanda, Somalia, Tanzania, Uganda, Zambia, Zimbabwe. Du nhập vào Argentina, Australia (lãnh thổ Bắc Úc, Queensland, Nam Úc), Belize, Benin, Brasil, Colombia, Congo, Costa Rica, Cộng hòa Dominica, Cuba, El Salvador, Haiti, Hoa Kỳ (Florida, Hawaii, Texas), Honduras, Mexico, Nam Phi (các tỉnh Bắc, các tỉnh Cape, KwaZulu-Natal), Nicaragua, Nigeria, Niue, Philippines, Puerto Rico, quần đảo Cayman, quần đảo Galápagos, Saudi Arabia, Saint Helena, Đài Loan, Venezuela.[4]
- Cynodon nlemfuensis var. robustus Clayton & J.R.Harlan, 1970: Bản địa Ethiopia, Kenya, Malawi, Somalia, Sudan, Tanzania, Zambia, Zaïre, Zimbabwe. Du nhập vào Australia (Queensland), Bờ Biển Ngà, Ghana, Puerto Rico.[5]